# Eulasia vittata
Eulasia vittata är en skalbaggsart som beskrevs av Fabricius 1775. Eulasia vittata ingår i släktet Eulasia och familjen Glaphyridae.

## Underarter
Arten delas in i följande underarter:
- E. v. lineata
- E. v. persica

## Bildgalleri

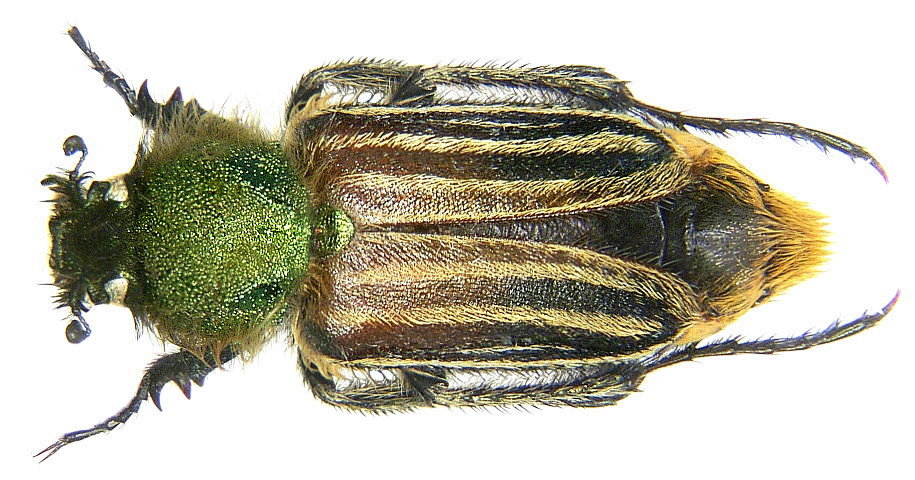
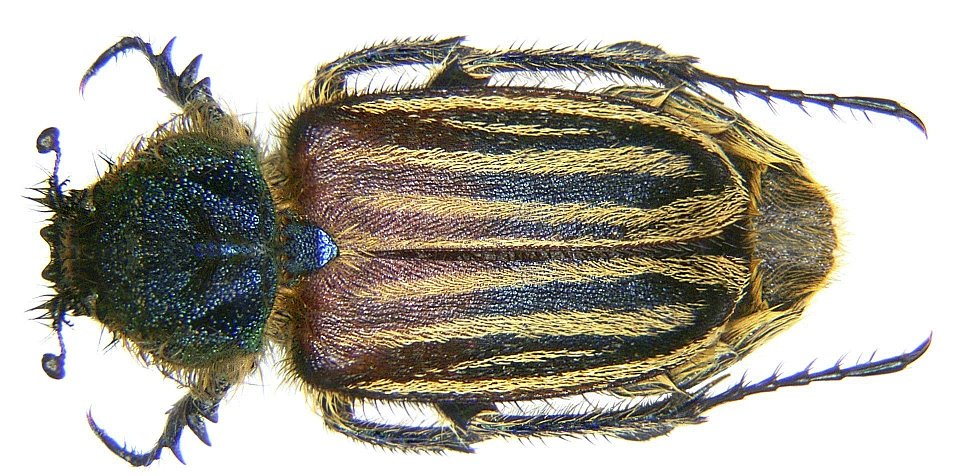
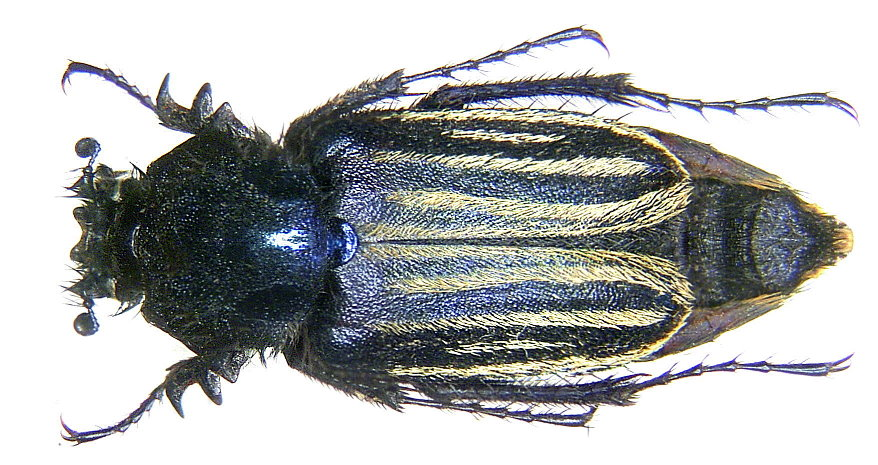
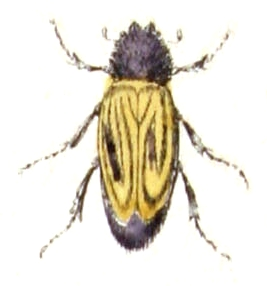